# Acer freemanii
Acer freemanii, Acer × freemanii, Phong Freeman, là một cây phong lai xuất hiện tự nhiên, là kết quả của sự giao thoa giữa Acer rubrum (cây phong đỏ) và Acer saccharinum (cây phong bạc). Loài này được đặt tên theo Oliver M. Freeman của Vườn ươm Quốc gia Hoa Kỳ, người đã lai A. rubrum với A. saccharinum vào năm 1933. Các mẫu vật hoang dã được tìm thấy ở miền đông Bắc Mỹ nơi các loài gốc chồng lên nhau. Những tán lá mùa thu có màu đỏ cam nổi bật. Nó có nhiều giống cây trồng thương mại và thường được sử dụng làm cây đường phố.